# 그로지스크군 (마조프셰주)

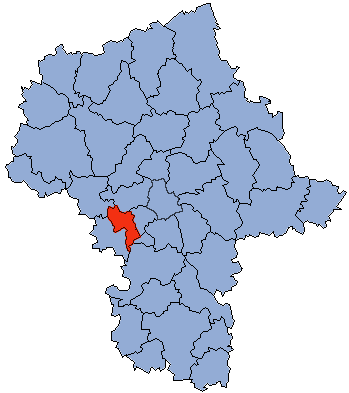
마조프셰주 지도에 표시된 그로지스크군의 위치

그로지스크군(폴란드어: powiat grodziski)은 폴란드 마조프셰주에 위치한 군으로 군청 소재지는 그로지스크마조비에츠키이며 면적은 366.87km2, 인구는 93,570명(2019년 기준), 인구 밀도는 260명/km2이다.
북동쪽으로는 서바르샤바군, 동쪽으로는 프루슈쿠프군, 피아세치노군, 남쪽으로는 그루예츠군, 서쪽으로는 지라르두프군, 소하체프군과 접한다. 6개 지방 자치체(2개 도시, 1개 도시형 농촌, 3개 농촌)를 관할한다.

군 문장